# أرطاوي الرقاص (الدوادمي)
أرطاوي الرقاص، هي قرية من فئة (ب) تقع في محافظة الدوادمي، والتابعة لمنطقة الرياض في السعودية. وتبعد أرطاوي الرقاص عن محافظة الدوادمي بمسافة تقارب (90) كم.